# کارایازی
کارایازی (به ترکی استانبولی: Karayazı) یک منطقهٔ مسکونی در ترکیه است که در استان ارزروم واقع شده‌است. کارایازی ۲٬۴۵۰ متر بالاتر از سطح دریا واقع شده‌است.